# Callimima daedalma
Callimima daedalma är en fjärilsart som beskrevs av Turner 1935. Callimima daedalma ingår i släktet Callimima och familjen praktmalar, Oecophoridae. Inga underarter finns listade i Catalogue of Life.